# 去問問愛麗絲！
去問問愛麗絲！（Go Ask Alice!）是哥倫比亞大學為對健康話題有疑問或好奇的學生或公眾提供的在線問與答（Q&A）網路資源。

## 歷史
去問問愛麗絲！是哥倫比亞大學在1993年秋天的健康促進計劃（現稱為愛麗絲！）。
1994年秋天，網站上線並開始讓公眾發問
1998年，去問問愛麗絲 ! 出版了網站內問題的答案書"The Go Ask Alice！"。
由於醫療領域的新研究和開發，所以已經或正在更新許多答案。大學使用持續的審查和更新過程來確保內容的準確性。
該網站的更新版本（自開始以來進行了第三次檢修）於2012年1月17日推出。
該網站的新版本包括核心問答格式，同時還介紹了新的訪問健康信息，警報，召回，新聞等等。
為了建立在網站的互動性，新功能（快速測驗，民意調查）被包括在一起，並與廣泛的社交媒體平台完全集成，並且評論和評價問題的能力。
除了新的外觀和外觀，該網站已針對具有視覺障礙的讀者進行了優化，並為智能手機用戶提供了一個易於使用的移動版本。
每個星期，網站都會從檔案中發布新的問題和答案或更新的以前回答的問題的答案。
去問問愛麗絲！每週收到約2000個問題。存檔中有超過3000個問題和答案。
問題共分成6個元類，有幾十個子類。根據該網站，讀者可以提供準確，文化上能力的答案與一系列周到的觀點。
去問問愛麗絲！不是個人回應網站。
通常對同性戀，婚前性行為，墮胎和性教育等主題採取開放態度，強調"臨床知情選擇"，"強化道德指導"。
讀者可以獲得關於這些問題的解答，然後並作出自己的決定，同時考慮到他們個人的道德，文化或宗教信仰。

## 外部連結
- The Go Ask Alice! service （页面存档备份，存于）